# 西教寺 (美馬市)
西教寺（さいきょうじ）は、徳島県美馬市美馬町の寺町にある浄土真宗本願寺派の寺院である。山号は至心山。本尊は阿弥陀如来。

## 歴史
慶長14年（1609年）、安楽寺十代住職正宗の隠居寺として建立されたと伝えられている。
安楽寺と同様の格式を持ち、阿波や讃岐に十ヵ寺の末寺を有した。国の登録有形文化財である本堂（江戸時代末）、薬医門（江戸時代末）、経蔵（昭和初期）があり、境内の石庭は古い姿を残す寺院建築と調和し良好な景観を形成している。

## 交通
- 徳島自動車道「美馬インターチェンジ」から車で約5分。